# Залишковий диск

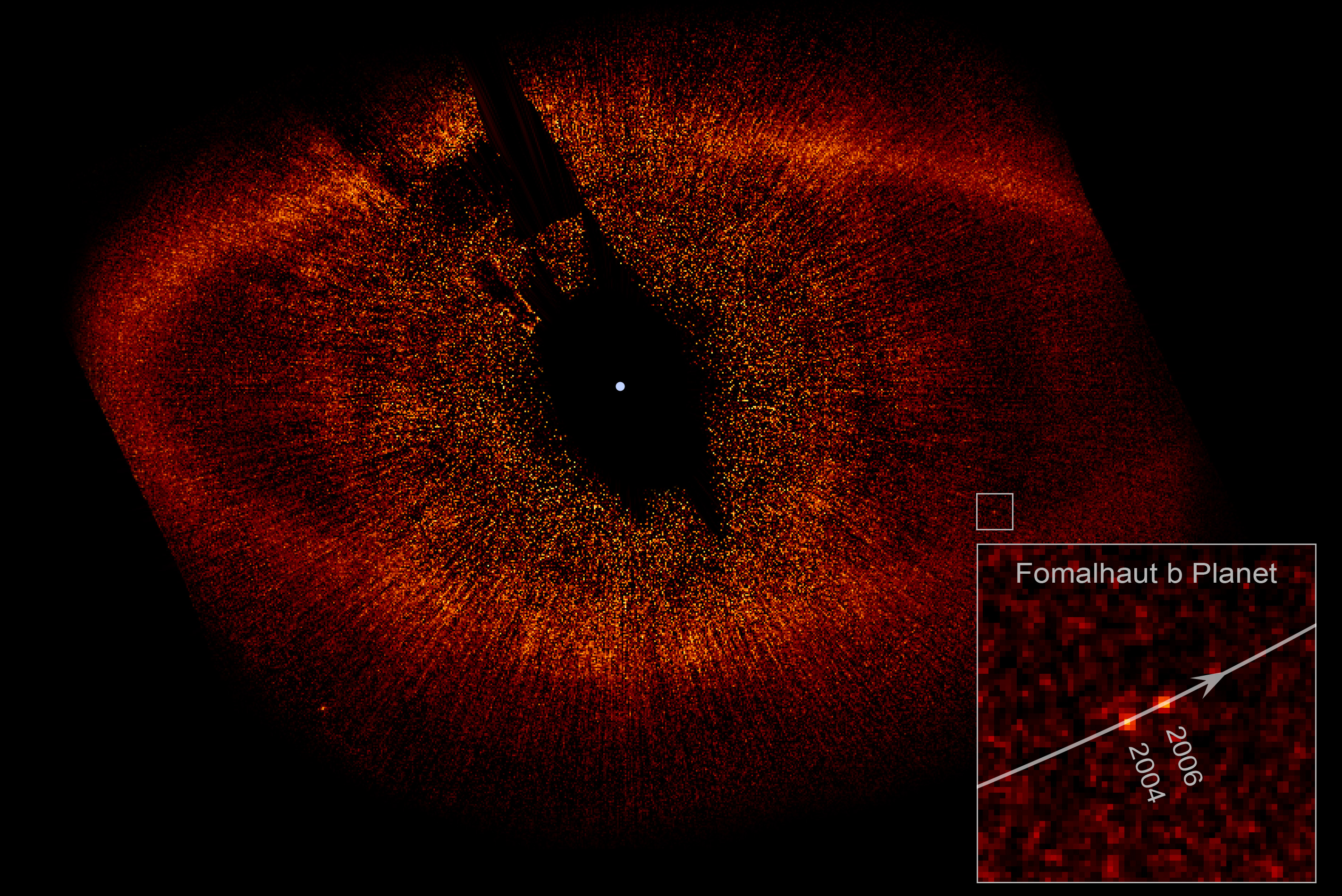
Знімок залишкового кільця навколо Фомальгаута, виконаний телескопом Габбл. Внутрішній обрис диску міг сформуватися орбітою Фомальгаута Б (внизу справа).

Залишковий диск — це диск з пилу та уламків, який обертається навколо зірки. Інколи такий диск має помітні кільця, як на зображені Фомальгаута справа. Залишкові диски були виявлені навколо зрілих та молодих зірок. Залишковий диск був виявлений принаймні навколо однієї сформованої нейтронної зорі. Молоді залишкові диски можуть відзначати собою фазу формування планетної системи, за якою слідує фаза протопланетного диска, у якій закінчують формування планети земного типу. Вони також можуть утворюватися та існувати як залишки зіткнення планетезималей, таких як астероїди чи комети.
На 2001 рік було виявлено більше 900 потенційних зір із залишковими дисками. Зазвичай їх виявляють за допомогою вивчення зоряних систем в інфрачервоному світлі, шукаючи надлишок радіації, порівняно з тим, що має надходити від зорі. Вважається, що цей надлишок радіації поглинається пилом з диска, а потім виділяється у формі інфрачервоного випромінювання.
Залишковий диск часто описують як масивний аналог уламків Сонячної системи. Більшість відомих дисків мають у діаметрі 10-100 астрономічних одиниць (а.о.): вони схожі на пояс Койпера у Сонячній системі, проте містять набагато більше пилу.  Деякі залишкові диски містять теплий пил, розташований у межах 10 а.о. від центральної зорі. Такий пил інколи називають екзозодіакальним пилом по аналогії з зодіакальним пилом в Сонячній системі. 

## Історія дослідження

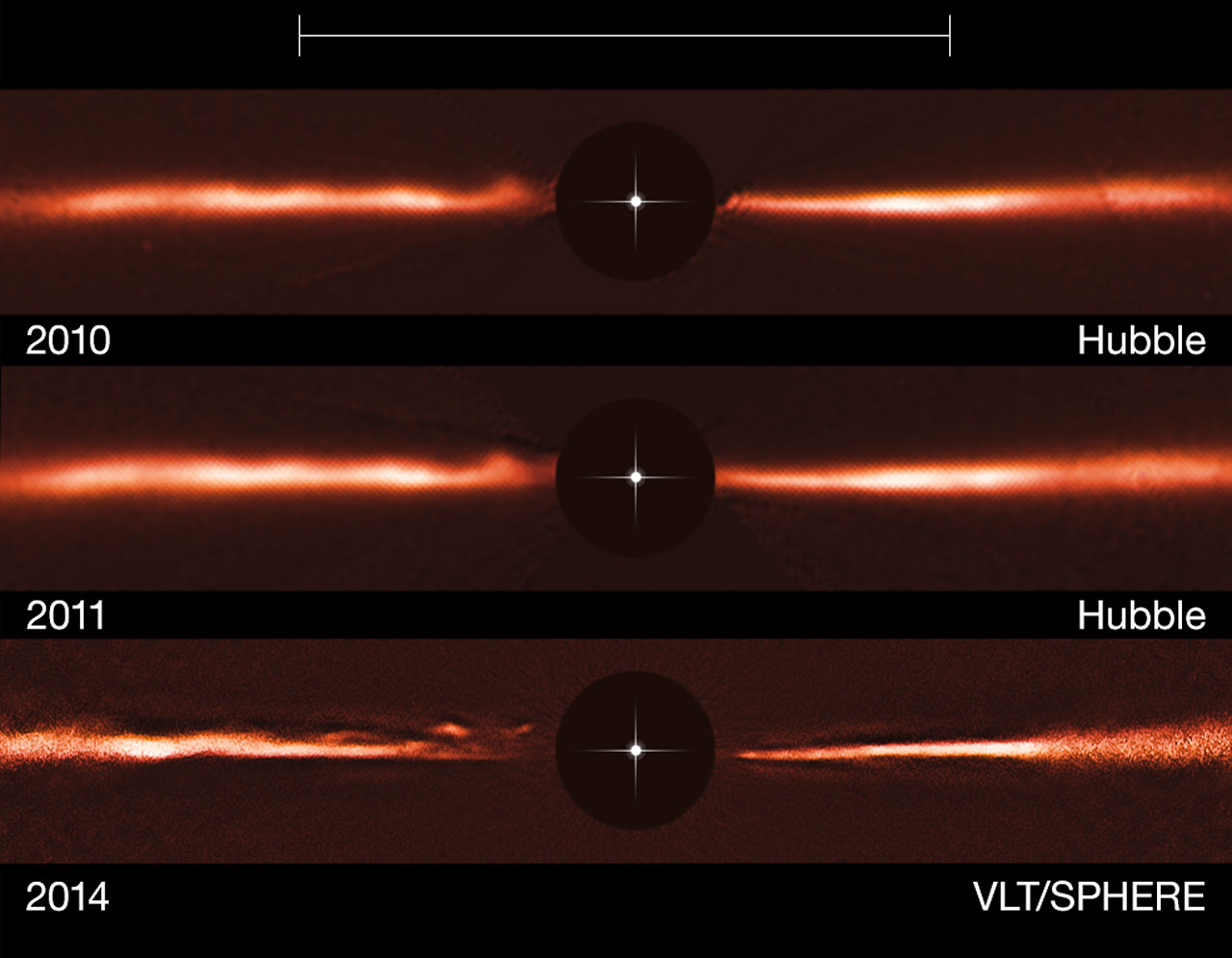
Зображення диска навколо AU Microscopii, виконане телескопами ДВТ та Габбл.

В 1984 році за допомогою телескопа на супутнику IRAS виявили залишковий диск навколо зорі Вега. Спочатку вважалось, що це протопланетний диск, проте наразі його вважають залишковим диском через відсутність газів та вік зорі.  Згодом, в диску були виявлені певні неоднорідності, які можуть свідчити про наявність планетарних утворень. Схожі залишкові диски були виявлені навколо зір Фомальгаут та Бета Митця.
У розташованій недалеко від Сонячної системи зоряній системі 55 Рака, з п'ятьма відомими планетами, теж начебто виявили залишковий диск, але ці спостереження наразі не вдалося підтвердити. Утворення в залишковому диску навколо Епсилона Ерідана дозволяють припустити, що їх формування відбулось під впливом планетного тіла на орбіті навколо зорі, що в свою чергу можна було б використати для визначення маси та орбіти такої планети.
24 квітня 2014 року NASA повідомила про виявлені залишкові диски навколо декількох молодих зір HD 141943 і HD 191089 на архівних зображеннях телескопа Габбл, що були зняті між 1999 та 2006 років, залишкові диски виявили завдяки покращенню процесу обробки зображень.

## Походження

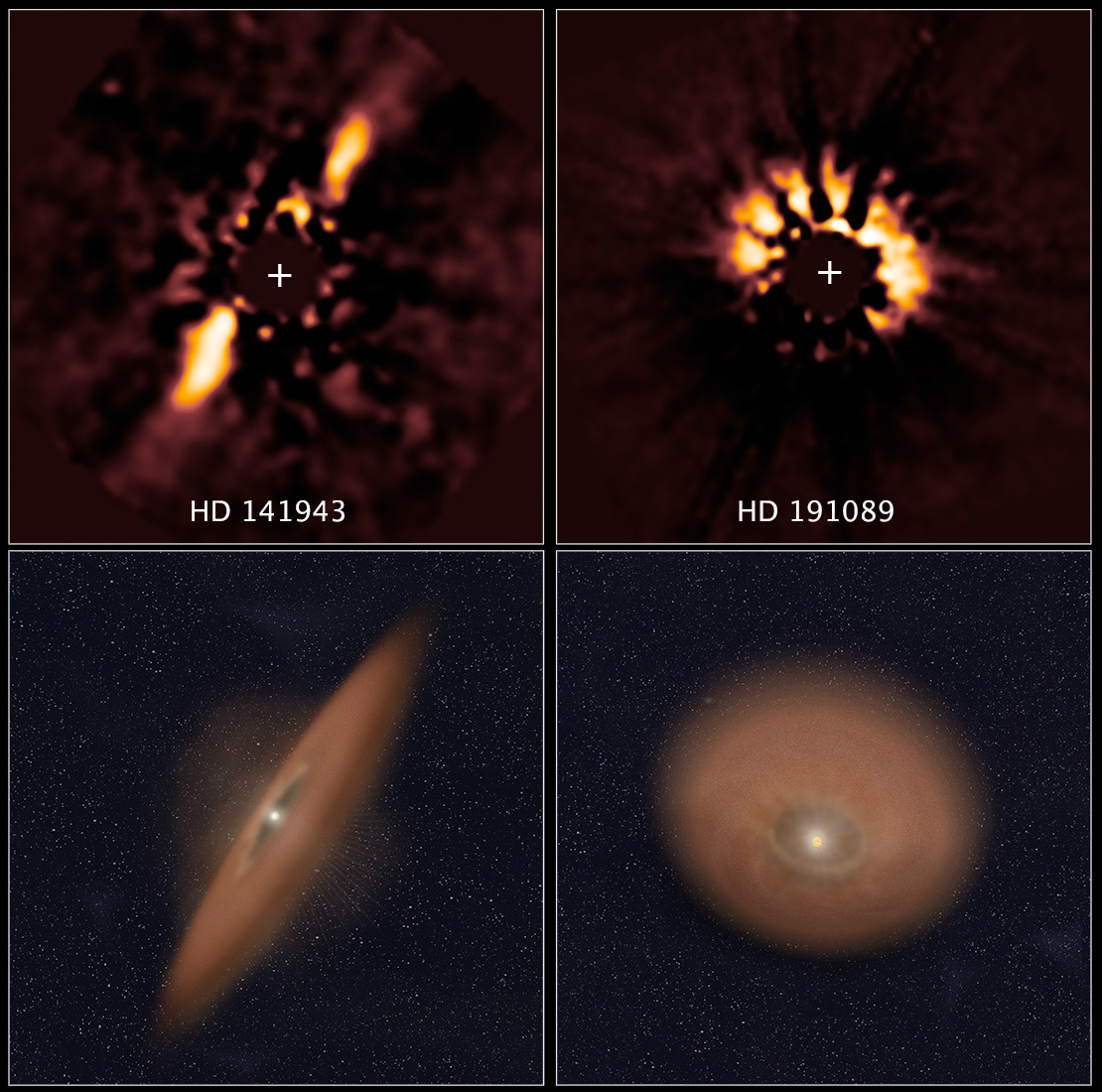
Залишкові диски на архівних зображеннях молодих зір HD 141943 і HD 191089, що виявлені завдяки кращому процесу обробки зображень з телескопа Габбл (24 квітня 2014).

Під час формування зір, схожих на Сонце, вони проходять фазу зорі типу t Тельця, під час якої вони оточені дисковидною туманністю. З цього матеріалу формуються планетезималі, з яких на стадії акреції можуть утворитись планети. Туманність обертається навколо зорі до головної послідовності від 1 до 20 млн років, поки не щезне через радіаційний тиск та інші процеси. Пізніше навколо зорі може зібратися пил у результаті зіткнень планетезималей. З залишків цих зіткнень утворюється диск. В певний момент життя зорі, принаймні 45 % таких зорь оточені залишковим диском, який може бути виявлений завдяки тепловому випромінюванню пила інфрачервоним телескопом. Повторні зіткнення можуть призвести до того, що залишковий диск буде оточувати зорю більшу частину її життя.
Зазвичай залишковий диск містить зерна розміром 1-100 мкм. Зіткнення призводять до зменшення розміру зерен до субмікрометрових, які потім видаляються із зоряної системи радіаційним тиском головної зорі. В ледве помітних дисках, як в Сонячній системі, ефект Пойтнінга-Робертсона може натомість призвести до спірального обертання частинок з поступовим зменшенням радіусу. Обидва процеси обмежують тривалість існування диска до 10 млн років або менше. Тому, щоб диск залишився, потрібно його постійне поповнення. Це може статися завдяки зіткненню більших тіл з подальшим каскадом зіткнень, у результаті яких утворюються відповідні маленькі зерна.
Для того, щоб у залишковому диску відбувалися зіткнення, потрібні достатні гравітаційні пертурбації тіл, які здатні створити відносно великі скорості зіткнення. Планетарна система навколо зорі може стати джерелом таких пертурбацій, також як компаньйон в подвійній зоряній системі або близький прохід іншої зорі. Наявність залишкового диска може свідчити про високу імовірність існування екзопланети земного типу.

## Відомі пояси
Пояси з пилу чи залишків інших тіл виявлені навколо багатьох зір, включно із Сонцем, а саме:
| Зоря            | Спектральний клас | Відстань (св.р.) | Орбіта (а.о.) | Примітки      |
| --------------- | ----------------- | ---------------- | ------------- | ------------- |
| Епсилон Еридана | K2V               | 10.5             | 35–75         |               |
| Тау Кита        | G8V               | 11.9             | 35–50         | [ 15 ]        |
| Вега            | A0V               | 25               | 86–200        | [ 6 ] [ 16 ]  |
| Фомальгаут      | A3V               | 25               | 133–158       | [ 6 ]         |
| AU Microscopii  | M1Ve              | 33               | 50–150        | [ 17 ]        |
| HD 181327       | F5.5V             | 51.8             | 89-110        | [ 18 ]        |
| HD 69830        | K0V               | 41               | <1            | [ 19 ]        |
| HD 207129       | G0V               | 52               | 148–178       | [ 20 ]        |
| HD 139664       | F5IV–V            | 57               | 60–109        | [ 21 ]        |
| Eta Corvi       | F2V               | 59               | 100–150       | [ 22 ]        |
| HD 53143        | K1V               | 60               | ?             | [ 21 ]        |
| Бета Митця      | A6V               | 63               | 25–550        | [ 16 ]        |
| Зета Лепоріс    | A2Vann            | 70               | 2–8           | [ 23 ]        |
| HD 92945        | K1V               | 72               | 45–175        | [ 24 ]        |
| HD 107146       | G2V               | 88               | 130           | [ 25 ]        |
| Gamma Ophiuchi  | A0V               | 95               | 520           | [ 26 ]        |
| HR 8799         | A5V               | 129              | 75            | [ 27 ]        |
| 51 Ophiuchi     | B9                | 131              | 0.5–1200      | [ 28 ]        |
| HD 12039        | G3–5V             | 137              | 5             | [ 29 ]        |
| HD 98800        | K5e (?)           | 150              | 1             | [ 30 ]        |
| HD 15115        | F2V               | 150              | 315–550       | [ 31 ]        |
| HR 4796 A       | A0V               | 220              | 200           | [ 32 ] [ 33 ] |
| HD 141569       | B9.5e             | 320              | 400           | [ 33 ]        |
| HD 113766 A     | F4V               | 430              | 0.35–5.8      | [ 34 ]        |
| HD 141943       | [ 10 ]            |                  |               |               |
| HD 191089       | [ 10 ]            |                  |               |               |

Відстань орбіти пояса — це середня відстань або діапазон, розраховані за даними прямих спостережень або температури пояса. Середня відстань Землі від Сонця — 1 а.о. 